# أنقليس حقيقي
الأنقَلَيْس أو الأنكَلَيْس (الاسم العلمي:Anguilla) هو جنس من الأسماك يتبع الفصيلة الأنقليسية من رتبة الأنقليسيات. والأنقليس هو الجنس الوحيد في الفصيلة الأنقليسية, ومن أنواعه التجارية المهمة الأنقليس الأوروبي.

## أسماء أخرى
حنكليس أو أنغيلة أو أنْغْوِيلة

## أنواع
- أنقليس أوروبي (الاسم العلمي:Anguilla anguilla)
- أنقليس أرقط (الاسم العلمي:Anguilla reinhardtii)
- أنقليس أسود (الاسم العلمي:Anguilla nigricans)
- أنقليس أمريكي (الاسم العلمي:Anguilla rostrata)
- أنقليس أندونيسي (الاسم العلمي:Anguilla malgumora)
- أنقليس باسيفيكي (الاسم العلمي:Anguilla obscura)
- أنقليس بنغالي (الاسم العلمي:Anguilla bengalensis)
- أنقليس بولينيزي (الاسم العلمي:Anguilla megastoma)
- أنقليس ثنائي اللون (الاسم العلمي:Anguilla bicolor)
- أنقليس جنوبي (الاسم العلمي:Anguilla australis)
- أنقليس داخلي (الاسم العلمي:Anguilla interioris)
- أنقليس سولاوسي (الاسم العلمي:Anguilla celebesensis)
- أنقليس مرقش (الاسم العلمي:Anguilla nebulosa)
- أنقليس مرقش عملاق (الاسم العلمي:Anguilla marmorata)
- أنقليس موزابيقي (الاسم العلمي:Anguilla mossambica)
- أنقليس نيوزيلندي (الاسم العلمي:Anguilla dieffenbachii)
- أنقليس ياباني (الاسم العلمي:Anguilla japonica)

## وصلات خارجية
- الأنقليس في الموسوعة العربية